# International Martial Arts Federation - Kendo
Kendo Division under International Martial Arts Federation (IMAF).
International Martial Arts Federation (IMAF) definerer Kendo som 'sværdets vej' og betragter Kendo som en moderne kampsport, der er baseret på den gamle Kenjutsu.
IMAF’s Kendo Division har været ledet af nogle af de største navne, herunder Hakudo Nakayama, Meijin Kendo 10-dan, Hiromasa Takano, Meijin Kendo 10-dan og Katsuo Yamaguchi, Hanshi Kendo 8-dan. IMAF sponsorerede det første storstilet offentlige demonstration i Japan efter Anden Verdenskrig i 1952.
Den 29. marts 2009 demonstrerede IMAF medlemmer Nihon Kendo Kata ved Kameido Katori Jinja. Oprindeligt blev Nihon Kendo Kata kaldt Dai Nippon Teikoku Kendo Kata, skabt i 1912, men disse kata blev senere modificeret i henholdsvis år 1912, 1917, 1933 og 1981. I år 1933 blev Dai Nippon Teikoku Kendo Kata ændret til navnet 'Nihon Kendo Kata', hvor den sidste moderne ændring blev foretaget af All Japan Kendo Federation. Følgende videoklip illustrerer Nihon Kendo Kata, der bliver udført af IMAF medlemmer: Youtube video-klip.

## Ekstern henvisning
- Den officielle hjemmeside for International Martial Arts Federation (IMAF).